# مركز الإسناد والتصفية السعودي
مركز الإسناد والتصفية (إنفاذ) هو مركز حكومي سعودي مستقل إداريًّا وماليًّا،  تأسس بقرار مجلس الوزراء في مارس 2019 ليكون وسيطا بين الجهات القضائية والحكومية وبين الجهات الخاصة المتخصصة في تقديم خدمات التصفية.

## عن المركز
يعتبر مركز الإسناد والتصفية بيت خبرة مساند في تصفية الأموال المجمدة في المشاريع المتعثرة والتركات؛ حيث يقوم المركز بعملية إدارة أعمال التصفية والبيع في المملكة العربية السعودية، وتعيين الخبراء والمقيّمين والمصفّين، والإشراف على إقامة المزادات، وكل ما يتعلق بتصفية العقارات والمنقولات المتعلقة بها، ويرأس مجلس إدارة المركز وزير العدل وليد الصمعاني ويرأس المركز تنفيذيًا حسين بن يحيى الحربي.

## الأهداف
يهدف المركز إلى تحقيق التعاون بين الجهات القضائية والحكومية فيما يسند إليه من مهمات تتعلق بالتصفية والبيع من خلال إسنادها إلى الجهات المتخصصة فنياً والإشراف على أعمالها؛ للإسهام في تسريع عملية استيفاء الحقوق وتنفيذ الأحكام القضائية.
ويمكن تلخيص أهم أهداف مركز الإسناد والتصفية «إنفاذ» في:
- الحفاظ على قيم الأصول.
- إنجاز العدالة وسرعة استيفاء الحقوق.
- مواكبة تطور المنظومة العدلية والاقتصادية، والإسهام في رفع كفاءتها
- خلق العديد من الفرص العادلة والمتعددة لرواد الأعمال ومزودي الخدمة بشكل.
- المساهمة في تحفيز الاقتصاد المحلي.

## مهام المركز
- القيام بما يلزم لتصفية التركات والشركات والصناديق والمساهمات، وبيع الأصول، وغير ذلك من الأموال؛ التي تسندها إليه الجهات القضائية والحكومية.
- القيام بما يلزم لتصفية التركات والشركات والصناديق والمساهمات، وبيع الأصول، وغير ذلك من الأموال؛ التي ليس في شأنها نزاع منظور قضاءً وتقدم بطلبهما أصحاب الشأن للمركز.
- الاستعانة بالشركات أو المؤسسات أو المكاتب المتخصصة محاسبياً وقانونياً وتسويقياً وغيرها؛ لتنفيذ المهمات التي تتطلبها أعمال التصفية والبيع للأموال.
- تقديم الخدمات الاستشارية والفنية في أعمال تصفية وبيع الأموال.

## دور المركز في برنامج التحول الوطني 2020 ورؤية المملكة 2030
بالإضافة إلى كون مركز الإسناد والتصفية «إنفاذ» إحدى مبادرات برنامج التحول الوطني 2020، وجزء من تحقيق رؤية المملكة 2030؛  فإن له دورًا أساسيًا في تنفيذ أهداف الرؤية عن طريق تحقيق استقرار الاقتصاد الكلي ورفع مستوى الأداء الحكومي التقني ورفع كفاءة واستدامة الإنفاق العام، وزيادة الإيرادات الحكومية غير النفطية، ورفع مؤشر التنافسية العالمي للمملكة العربية السعودية، بالإضافة إلى المساهمة في رفع الاستثمارات الأجنبية، وذلك من خلال إشراف المركز الأمثل على أنشطة البيع والتصفيات في المملكة.
كما يعد المركز عنصرًا أساسيًا في استمرارية الدورة الاقتصادية وتنمية قطاع الأعمال، وذلك من خلال مساهمته في تطوير ورفع قدرة القطاع الخاص على تطوير القيمة من خلال تطوير التقنية والأخذ بالمخاطر وإدارتها؛ الذي يخلق الحاجة لاستحداث تخصصات ومجالات جديدة ومتنوعة، ويوفر فرص وظيفية متعددة؛ ليساهم بذلك في تحقيق الأهداف التنموية الوطنية وأهداف رؤية المملكة 2030م.  